# 흐르바트스카코스타이니차 전투
흐르바트스카코스타이니차 전투(크로아티아어: Bitka za Hrvatsku Kostajnicu)는 선포된 크로아티아계 세르브인 크라이나 세르브인 자치주(SAO 크라이나)가 유고슬라비아 인민군과 보산스카코스타이니차에 기반을 둔 지역 영토방위군의 지원을 받아, 크로아티아 국가방위군(ZNG)과 크로아티아 경찰관들을 상대로 싸운 군사적 교전이다. 7월 17일부터 시작되어 9월 13일 코스타이니차 점령으로 끝난 이 전투의 주된 목표는 흐르바트스카코스타이니차에서 크로아티아 국가방위군 병력을 사찰하고 있던 크로아티아 대통령 프라뇨 투지만을 살해하는 것이었다.
유고슬라비아 인민군과 크라이나 세르브인 자치주 병력은 9월 13일 흐르바트스카코스타이니차를 점령했으며, 크로아티아 국가방위군과 크로아티아 경찰관은 흐르바트스카두비차로 탈출을 시도했으나, 대부분이 이 과정에서 사망했다. 그 후, 코스타이니차 인근 지역은 SAO 크라이나 군대에게 점령되고 약탈되었다. 대부분의 방어군은 만야차 강제수용소와 글리나의 포로수용소로 보내졌다. 흐르바트스카코스타이니차는 이후 폭풍 작전 중 크로아티아 육군이 다시 점령한다.

## 배경
1990년, 크로아티아 사회주의 공화국 정부가 크로아티아 민주연합(크로아티아어: Hrvatska demokratska zajednica – HDZ)에게 선거에서 패배한 후 세르브인과 크로아트인 간의 민족적 긴장이 악화되었다. 유고슬라비아 인민군(언어 오류(sr-latn): Jugoslovenska Narodna Armija – JNA)은 저항을 최소화하기 위해 크로아티아 영토방위군(크로아티아어: Teritorijalna obrana – TO)의 무기를 압수했다. 8월 17일, 긴장은 공개적인 반란으로 고조되었는데, 주로 세르브인이 거주하는 달마티아 내륙의 크닌 주변 지역(스플리트 북동쪽 약 60 km), 리카, 코르둔, 바노비나, 동크로아티아 일부 지역을 중심으로 일어났다. 1991년 1월, 세르비아는 몬테네그로와 세르비아의 보이보디나 및 코소보의 지원을 받아 크로아티아 보안군을 무장 해제시키기 위한 유고 인민군 작전에 대해 유고슬라비아 대통령직의 승인을 얻으려 했으나 실패했다. 이 요청은 거부되었고, 3월에 세르브인 반군과 크로아티아 특수경찰 간의 유혈 사태 없는 충돌이 발생하자 유고 인민군 스스로 연방 대통령에게 전시 권한을 부여하고 비상사태를 선포해 줄 것을 요청했다. 이 요청은 세르비아와 그 동맹국의 지지를 받았지만, 유고 인민군의 요청은 3월 15일에 거부되었다. 세르비아 대통령 슬로보단 밀로셰비치는 크로아티아를 연방 단위로 하여 유고슬라비아를 보존하기보다는 세르비아를 확장하는 방향을 선호했으며, 유고 인민군을 세르비아 육군으로 대체하겠다고 공개적으로 위협하고 더 이상 연방 대통령직의 권위를 인정하지 않겠다고 선언했다. 이 위협으로 인해 유고 인민군은 밀로셰비치의 통제 하에 들어가면서 유고슬라비아를 보존하려는 계획을 포기하고 세르비아 확장을 지지하게 되었다. 3월 말까지 갈등은 첫 사망자와 함께 고조되었다. 4월 초, 크로아티아의 세르브인 반군 지도자는 자신들이 통제하는 지역을 세르비아와 합병하려는 의도를 선언했다. 이는 크로아티아 정부에 의해 분리주의 지역으로 간주되었다.
1991년 초, 크로아티아에는 정규군이 없었다. 국방력을 강화하기 위해 크로아티아는 경찰 인력을 약 20,000명으로 두 배 늘렸다. 크로아티아 경찰력 중 가장 효과적인 부분은 12개 대대로 군사적으로 조직된 3,000명 규모의 특수경찰이었다. 또한 16개 대대와 10개 중대로 지역적으로 조직된 9,000~10,000명의 예비 경찰도 있었지만, 무기가 부족했다. 상황 악화에 대응하여 크로아티아 정부는 5월에 특수경찰 대대를 4개의 완전 전문 방위 여단으로 확장하여 크로아티아 국가방위군(크로아티아어: Zbor narodne garde – ZNG)을 창설했다. 국방부의 통제 하에 은퇴한 유고 인민군 장군 마르틴 슈페겔의 지휘를 받은 4개 방위 여단은 약 8,000명의 병력으로 구성되었다. 예비 경찰도 40,000명으로 확장되어 ZNG에 편입되었고 19개 여단과 14개 독립 대대로 재편되었다. 방위 여단은 소화기로 완전히 무장된 ZNG의 유일한 부대였으며, ZNG 전반적으로 중화기가 부족했고 여단 수준 이상에서는 지휘 및 통제 구조가 미흡했다. 중화기 부족은 너무 심각해서 ZNG는 박물관과 영화 스튜디오에서 가져온 제2차 세계 대전 무기를 사용하기도 했다. 당시 크로아티아의 무기 비축량은 해외에서 구매한 30,000정의 소화기와 이전에 경찰이 소유했던 15,000정으로 구성되어 있었다. 방위 여단으로 손실된 인력을 대체하기 위해 10,000명 규모의 새로운 특수경찰이 창설되었다.

## 전조
크로아티아계 세르브인과 크로아트인 사이의 긴장이 바노비나 지역에서 고조된 후, 크로아티아 독립 전쟁이 시작되면서 상황은 더욱 악화되었다. 유고슬라비아 인민군과 크라이나 세르브인 자치주 병력은 흐르바트스카코스타이니차와 드보르 지역을 공격했고, 그 전에 크로아티아 경찰과 크로아티아 국가방위군은 이 마을들에서 방어 태세를 갖추었다. 바노비나 점령 후, 크로아티아 국가방위군과 내무부는 필사적으로 상황을 유리하게 바꾸려 노력했다. 그들은 유고 인민군과 SAO 크라이나 병력과 협상을 시도하고 경찰 대대 창설을 통해 방어력을 강화하려 했다.
제7 바니야 군단과 "크닌야스" 준군사 부대, 그리고 크라이나 세르브인 자치주 영토방위군이 수행한 스틴거 작전은 크로아티아 내무부(경찰 포함)와 크로아티아 국가방위군의 존재를 제거하는 것을 목표로 했다. 또한 글리나와 주변 지역에서 후자의 저항을 강화하는 것을 목표로 했다. 이 지역의 광범위한 캠페인의 일환으로 흐르바트스카코스타이니차는 글리나와 함께 공격을 받았고, 글리나에서는 세르브인이 대규모 공격을 감행하면서 격렬한 전투가 벌어졌다. 글리나와 다른 경찰서가 함락된 후, 크로아티아 국가방위군은 일시적으로 흐르바트스카코스타이니차를 떠났다. 그들은 세르브인이 작전 2단계를 시작했을 때 돌아왔다. 세르브인은 프라뇨 투지만이 그곳에서 크로아티아 육군 병력을 사찰하고 있다는 것이 분명해지자 주로 흐르바트스카코스타이니차에 집중했다.

## 전투
유고슬라비아 인민군은 서슬라보니아 세르브인 자치주 침공을 시작했다. 우나강 건너편에서 전차와 포병이 목격되었다. 격렬한 포격이 흐르바트스카코스타이니차와 주변 지역에 영향을 미쳤다. 유고슬라비아 인민군과 크라이나 세르브인 자치주 병력, 보스니아 코스타이니차의 영토방위군은 약 한 달 동안 흐르바트스카코스타이니차의 방어선을 점차적으로 약화시켰고 이 기간 동안 유고 인민군(유고슬라비아 인민군)과 SAO 크라이나 병력은 흐르바트스카코스타이니차를 흐르바트스카두비차로부터 차단하고 주변 마을을 점령하여 코스타이니차를 완전히 포위했다. 크로아티아군은 흐르바트스카코스타이니차에서 잠시 철수했다가 8월 2일에 다시 마을로 진입했다. 제7 바니야 사단은 1,000~2,000명의 병력으로 흐르바트스카코스타이니차 점령에 전념했다. 이들은 겨우 400~450명의 방어군으로 구성된 크로아티아 수비대를 수적으로 압도했다. 제7 바니야 사단은 이후 흐르바트스카 두비차로 향하는 도로를 차단했는데, 그곳은 흐르바트스카코스타이니차에 주둔한 크로아티아 수비대가 대부분의 보급품을 얻던 곳이었다. 이 도로는 세르비아군에 의해 점령되었지만, 루치코 대테러 부대와 제120 ZNG 여단에 의해 다시 점령되었다고 보고되었다. 나머지 전투는 포위된 흐르바트스카코스타이니차 마을을 구원하기 위한 크로아티아의 실패한 역습으로 전개되었다. 마을을 포위한 세르브인들은 교착 상태를 깨고 흐르바트스카코스타이니차를 점령하기 위한 최종 공격을 시작했다. 이 공세는 8월 30일에 이루어졌으며, 세르비아군은 마을을 내려다보고 중요한 위치였던 제드 언덕을 점령했다. 9월 12일 이른 아침, 세르비아군은 크로아티아 경찰관 60명을 붙잡아 잔인하게 고문했다. 이는 크로아티아 방어군에게 심리적으로 영향을 미치기 위한 것이었다. 이후 포위망을 뚫고 흐르바트스카두비차로 진격하려던 크로아티아의 공세가 실패하면서 상황은 완전히 무너졌다. 정예 크닌 경찰 "크닌야스"(세르비아어: (Knindže))가 도착하여 마을의 방어선을 돌파했다. 그들은 크로아트인을 우나강 근처의 마을 구역으로 몰아넣었다. 크로아티아 방어군은 항복했고, 만야차 강제 수용소로 보내져 학대와 처형을 당했다.
코스타이니차 전투 중 세르비아군에 의해 3명의 언론인이 살해되었다. 크로아티아 사진작가이자 HRT 카메라맨인 고르단 레데러는 1991년 8월 10일 코스타이니차에서 세르비아 저격수의 총격으로 사망했다.
1991년 9월 1일, 전러시아 국립 텔레비전 및 라디오 회사 소속의 러시아 언론인 빅토르 노긴과 겐나디 쿠리노이가 차량에서 세르비아 반군에 의해 총에 맞아 살해되었다.

## 여파
흐르바트스카코스타이니차에 대한 공격은 세르비아 크라이나 공화국의 대의에 있어 큰 성공이었으며, 60명의 크로아티아 경찰관이 포로로 잡혔고, 즈린스키 대대와 제1근위여단의 유능하고 충분한 병사가 포로로 잡히거나 사망했다.

### 추가 진격
9월 13일 흐르바트스카코스타이니차가 점령된 후, 크라이나 세르브인 자치주 병력은 흐르바트스카두비차를 점령했다. 하루 뒤인 9월 14일 토푸스코가 함락되었다.

### 전쟁 범죄
전략적 요충지인 제드 언덕이 점령된 후, 크라이나 세르브인 자치주 병력은 크로아티아 경찰관 60명을 붙잡아 고문했다. 크닌야스가 남아있는 크로아티아 군인들을 코스타이니차로 이어지는 다리 근처 마을 구역으로 몰아넣은 후, 흐르바트스카코스타이니차에 주둔했던 크로아티아 수비대는 항복하여 만야차 강제수용소로 보내져 학대받고 다수가 살해되었다. 마을 점령 후, 크라이나 세르브인 자치주 병력이 흐르바트스카코스타이니차와 인근 마을을 불태우고 약탈하면서 학살이 시작되었다.

## 참고 문헌
- 중앙정보국, Office of Russian and European Analysis (2002). 《Balkan Battlegrounds: A Military History of the Yugoslav Conflict, 1990–1995》. 워싱턴 D.C.: Central Intelligence Agency. ISBN 9780160664724. OCLC 50396958.
- 《Eastern Europe and the Commonwealth of Independent States》. London, England: Routledge. 1999. ISBN 978-1-85743-058-5.
- Engelberg, Stephen (1991년 3월 3일). “Belgrade Sends Troops to Croatia Town”. 《The New York Times》. 2013년 10월 2일에 원본 문서에서 보존된 문서.
- Hoare, Marko Attila (2010). 〈The War of Yugoslav Succession〉.   Ramet, Sabrina P. 《Central and Southeast European Politics Since 1989》. Cambridge: Cambridge University Press. ISBN 978-1-139-48750-4.
- Ramet, Sabrina P. (2006). 《The Three Yugoslavias: State-Building And Legitimation, 1918–2006》. 블루밍턴 (인디애나주): 인디애나 대학교 출판부. ISBN 978-0-253-34656-8.
- Sudetic, Chuck (1991년 4월 2일). “Rebel Serbs Complicate Rift on Yugoslav Unity”. 《The New York Times》. 2013년 10월 2일에 원본 문서에서 보존된 문서.
- “The Prosecutor vs. Milan Martic – Judgement” (PDF). 구유고슬라비아 국제형사재판소. 2007년 6월 12일.
- “Roads Sealed as Yugoslav Unrest Mounts”. 《The New York Times》. 로이터. 1990년 8월 19일. 2013년 9월 21일에 원본 문서에서 보존된 문서.